# François Gentil

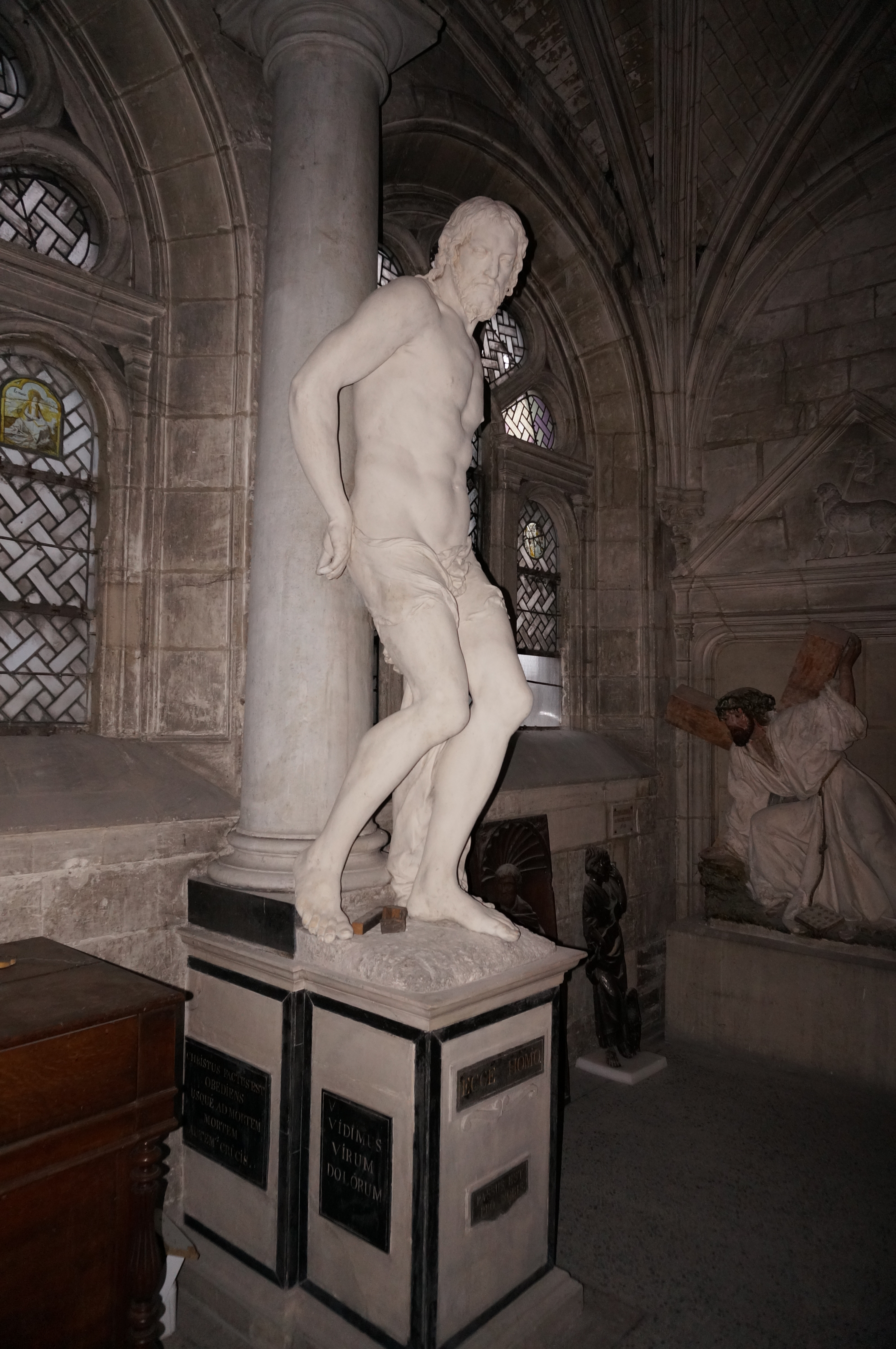
François Gentil, Christ à la colonne, Troyes, église Saint-Nicolas.

François Gentil (né vers 1510/1520 - mort vers 1581-1583) est un sculpteur français de la Renaissance, originaire de Troyes et essentiellement actif dans l'actuel département de l'Aube.

## Biographie
François Gentil serait né entre 1510 et 1520 aux Riceys ou à Troyes. Actif à Troyes et aux alentours, de nombreuses œuvres de la statuaire des églises de la ville lui ont été attribuées par les historiens au XIXe siècle avant de lui être retirées par des études plus approfondies et générales sur la statuaire de la Renaissance en Champagne.
Gentil a collaboré avec le sculpteur italien Dominique Florentin mais c'est le cas de nombreux autres sculpteurs troyens du XVIe siècle et rien ne permet d'affirmer qu'il a été son élève, comme cela a pu être postulé.
Gentil est cité la première fois en 1541 dans les comptes de la Confrérie de la Conception Notre-Dame de l'église Saint-Jean à Troyes. Grâce aux archives des comptes d'églises de Troyes et de sa région, son parcours artistique a été retracé de 1541 à 1580. L'artiste intervient pour des commandes de sculptures mais aussi des réparations ou pour fournir des modèles à l'orfèvrerie. Il est aussi employé par la municipalité de Troyes, notamment pour la création des décors des entrées royales dans la ville de Henri II en 1548, Charles IX en 1563 ou encore pour la joyeuse entrée du duc de Guise en 1571.
François Gentil habitait dans la paroisse Saint-Rémy. Il a probablement été enterré dans l'église Saint-Rémy, au plus tard en 1583.
Lui sont aujourd'hui donnés de manière sûre les deux statues des prophètes Isaïe et David de la façade de l'église Saint-Nicolas de Troyes ainsi qu'un Crucifix en bois, aujourd'hui à l'église Saint-Martin de Langres. Lui est aussi attribué un Christ à la colonne à l'église Saint-Nicolas de Troyes - que certains auteurs attribuent toutefois aussi à Dominique Florentin. François Gentil pourrait aussi avoir œuvré à la statuaire de la façade de l'Église Saint-André de Saint-André-les-Vergers, près de Troyes.
Le musée des Beaux-Arts de Troyes conserve un portrait peint de François Gentil, exécuté après sa mort, au début du XVIIe siècle.